# Leninskij rajon (Oblast' di Volgograd)
Il Leninskij rajon (in russo Ленинский район?) è un rajon dell'oblast' di Volgograd, in Russia, il cui capoluogo è Leninsk. Istituito nel 1928, ricopre una superficie di 4.000 chilometri quadrati.